# Ababacar Lô
Ababacar Moustapha Lô (sinh ngày 2 tháng 1 năm 2000) là một cầu thủ bóng đá người Sénégal đang chơi ở vị trí trung vệ cho câu lạc bộ Metz tại Ligue 2.

## Sự nghiệp thi đấu

### Metz
Anh bắt đầu sự nghiệp ở câu lạc bộ Génération Foot rồi ký hợp đồng với Metz vào năm 2019. Anh chơi cho đội dự bị Metz 2 vào mùa giải 2019-20, rồi cùng đội bóng giành chức vô địch bảng F của Championnat National 3.

### Seraing
Mùa giải 2020-21, anh được câu lạc bộ Seraing của Bỉ mượn, nhưng chỉ có đúng một lần ra sân thi đấu.

### SO Cholet
Vào ngày 21 tháng 7 năm 2021, anh được câu lạc bộ SO Cholet mượn đến hết mùa giải 2021-22.

## Thành tích
Metz B
- Championnat National 3: 2019–20